# Nosodendron ovatum
Nosodendron ovatum är en skalbaggsart som beskrevs av Thomas Broun 1880. Nosodendron ovatum ingår i släktet Nosodendron och familjen almsavbaggar. Inga underarter finns listade i Catalogue of Life.

## Bildgalleri

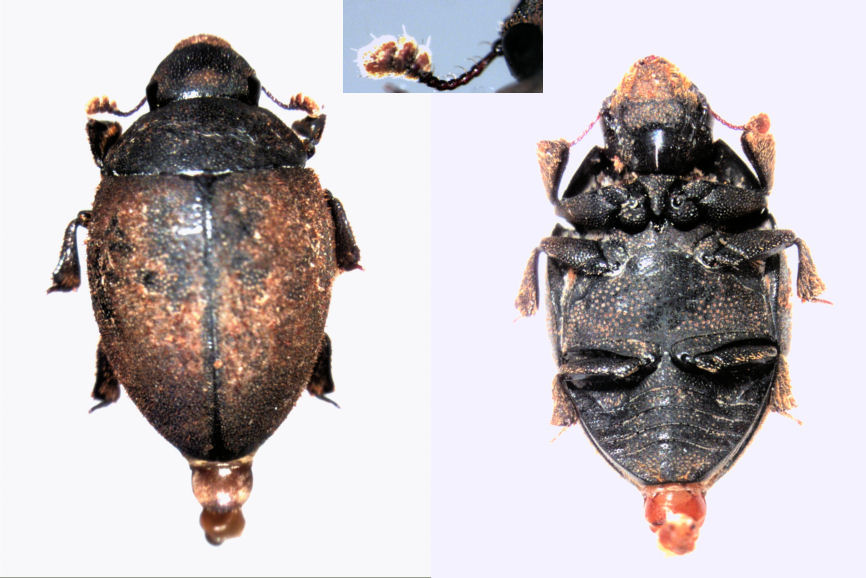